# Eueides lybioides
Eueides lybioides är en fjärilsart som beskrevs av Otto Staudinger 1876. Eueides lybioides ingår i släktet Eueides och familjen praktfjärilar. Inga underarter finns listade i Catalogue of Life.